# Condado de Piscataquis
El condado de Piscataquis (en inglés: Piscataquis County) fundado en 1838 es un condado en el estado estadounidense de Maine. En el 2000 el condado tenía una población de 17.235 habitantes en una densidad poblacional de 1.7 personas por km². La sede del condado es Dover-Foxcroft.

## Geografía
Según la Oficina del Censo, el condado tiene un área total de 11 336 km² (4376,8 mi²), de la cual 10 272 km² (3966,0 mi²) es tierra y 1064 km² (410,8 mi²) (9.39%) es agua.

### Condados adyacentes
- Condado de Aroostook - norte
- Condado de Penobscot - sureste
- Condado de Somerset - oeste

## Demografía
En el 2000 la renta per cápita promedia del condado era de $28,250, y el ingreso promedio para una familia era de $34,852. En 2000 los hombres tenían un ingreso per cápita de $28,149 versus $20,241 para las mujeres. El ingreso per cápita para el condado era de $14,374. Alrededor del 14.80% de la población estaba bajo el umbral de pobreza nacional.

## Ciudades y pueblos
- Abbot
- Atkinson
- Beaver Cove
- Bowerbank
- Brownville
- Dover-Foxcroft
- Greenville
- Guilford
- Kingsbury Plantation
- Lake View Plantation
- Medford
- Milo
- Monson
- Parkman
- Sangerville
- Sebec
- Shirley
- Wellington
- Willimantic

## Territorios
- Blanchard
- Southeast Piscataquis
- Northeast Piscataquis
- Northwest Piscataquis